# Беиса
Беиса (фр. Béïssa) — деревня и супрефектура в Чаде, расположенная на территории региона Западный Логон. Входит в состав департамента Додже.

## Географическое положение
Деревня находится в юго-западной части Чада, на правом берегу реки Бани-Дзизе (бассейн реки Логон), на высоте 508 метров над уровнем моря.
Населённый пункт расположен на расстоянии приблизительно 373 километров к юго-юго-востоку (SSE) от столицы страны Нджамены.

## Население
По данным официальной переписи 2009 года численность населения Беисы составляла 15 893 человека (7649 мужчин и 8244 женщины). Население супрефектуры по возрастному диапазону распределилось следующим образом: 53,5 % — жители младше 15 лет, 44 % — между 15 и 59 годами и 2,5 % — в возрасте 60 лет и старше.

## Транспорт
Ближайший аэропорт расположен в городе Мунду.